# Casa de los Mora
La Casa de los Mora es un antiguo convento del siglo XVI, actualmente reconvertido en centro polivalente y museístico, ubicado en la calle san Pedro, número 50, en el centro histórico de la ciudad de Lucena, Andalucía, España.

## Historia
En 1575 Diego Fernández de Córdoba, III marqués de Comares, pidió autorización episcopal para la instauración de la Orden de Predicadores o dominicos en la ciudad. El obispo de Córdoba Bernardo de Fresneda autorizó la construcción sobre la antigua ermita de Santa Catalina de la iglesia de San Pedro Mártir de Verona y el convento adjunto, siendo este último donde se encuentra actualmente la denominada Casa de los Mora. Las obras tuvieron lugar entre los años 1575 y 1579 y fueron sufragadas por su promotor el marqués de Comares. Aunque el convento fue desamortizado en un primer momento durante la Guerra de independencia española por las tropas francesas, el regreso del monarca Fernando VII hizo que los eclesiásticos regresaran al edificio. No obstante, en 1836 se decretó la desamortización de todos los conventos lucentinos, pasando a propiedad de Bienes Nacionales del Estado. En 1843 fue cedido al Ayuntamiento de Lucena como cuartel de la Milicia Nacional, pero tras ser devuelto al Estado en apenas un año, fue adjudicado finalmente a Juan de Navas García en 1845 por 117.000 reales.
Posteriormente, se tiene constancia de que adquirió la estructura José de Mora Madroñero, quien lo convierte en una fábrica de aceites y bodega en 1865. El 31 de julio de 1891 la bodega es nombrada proveedora oficial de la Casa real española, evento que se aprovechó para monumentalizar la fachada con el escudo borbónico y la fecha en cuestión. La capacidad máxima que adquirieron las bodegas fue de 45.000 arrobas, constando su colección de vinos blancos amontillados y moriles, corrientes, rayas y finos. Asimismo, fue utilizado como residencia, oficina y despachos de la familia Mora, de ahí su nombre actual.
Finalmente, el 7 de junio de 1988 el claustro y la crujía sur del convento fueron vendidos por las herederas de Francisco Mora Romero al Ayuntamiento de Lucena y durante esos años hasta 1995 fue conocida como «Casa de la Cultura». El 8 de agosto de 2001 el Ayuntamiento adquirió la crujía norte del convento y el patio trasero, ampliando en gran medida las instalaciones. Entre 2014 y 2015, tras un gran periodo de abandono, fue recuperada como Centro Polivalente Municipal gracias a los fondos Feder de la Unión Europea con un presupuesto de 1,2 millones de euros.

## Salas

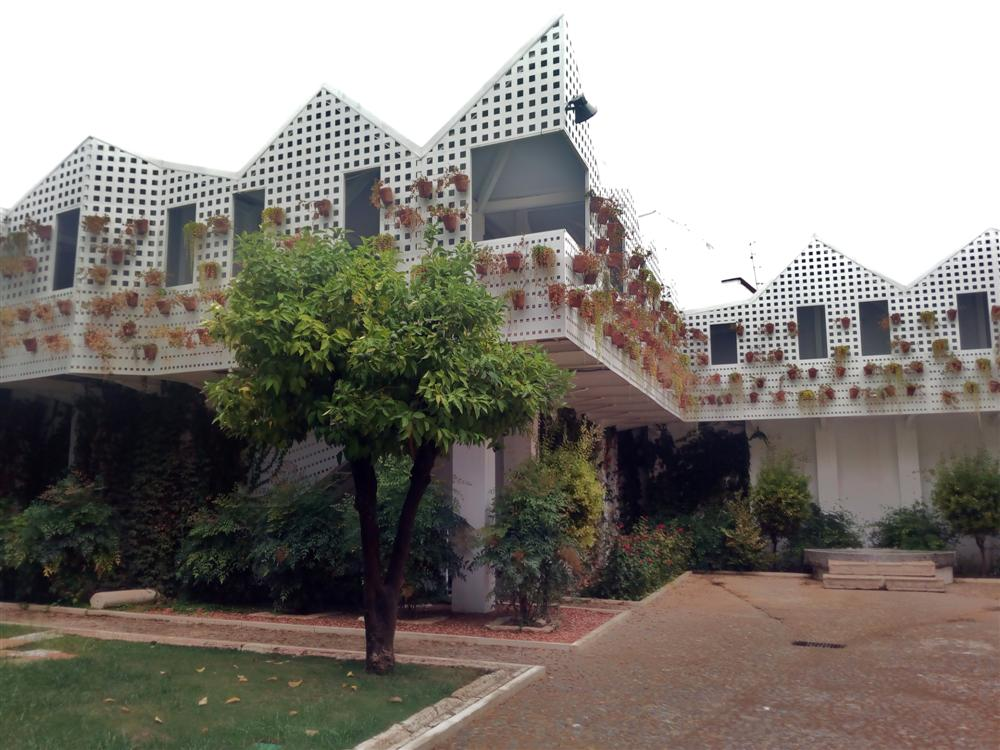
Segundo patio de la Casa de los Mora.

La Casa de los Mora alberga once salas expositivas, repartidas en las tres plantas del inmueble. 
- En la planta baja se encuentra la Sala Azul, una sala de exposiciones temporales dedicada a nuevos artistas emergentes locales.[3] Asimismo, en esta planta se pueden observar restos de una cripta de bóveda de cañón donde se encontraban inhumados frailes dominicos, diferentes pozos de agua repartidos especialmente en los patios, así como en el antiguo refectorio se exponen diversos artefactos de su anterior uso como convento y bodega y algunos restos óseos.[4]

- En la primera planta se pueden visitar dos exposiciones permanentes: en abril de 2017 se inauguró «Nuestra escuela», que dedica sus salas a mostrar elementos de la educación durante el siglo XX, así como la recreación de un aula de la época;[5] mientras que en junio del mismo año se abrió al público «Artesanía velonera lucentina» es un recorrido por el proceso productivo de las velonerías, denominación que se le daba a los talleres de bronce lucentinos y a otras técnicas relacionadas con el metal.[6]